# Diocesi di Tortona

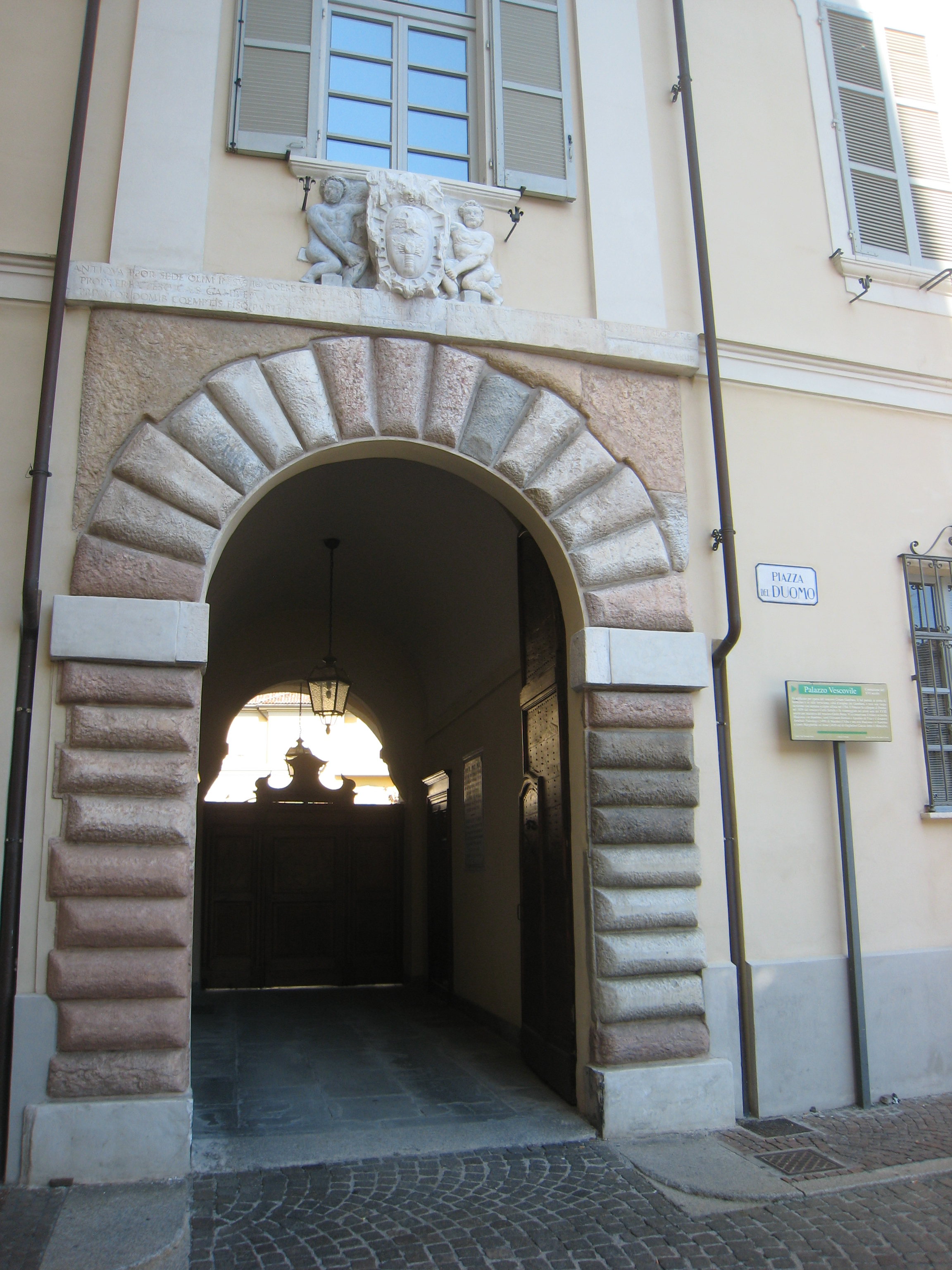
Ingresso del palazzo vescovile a Tortona.

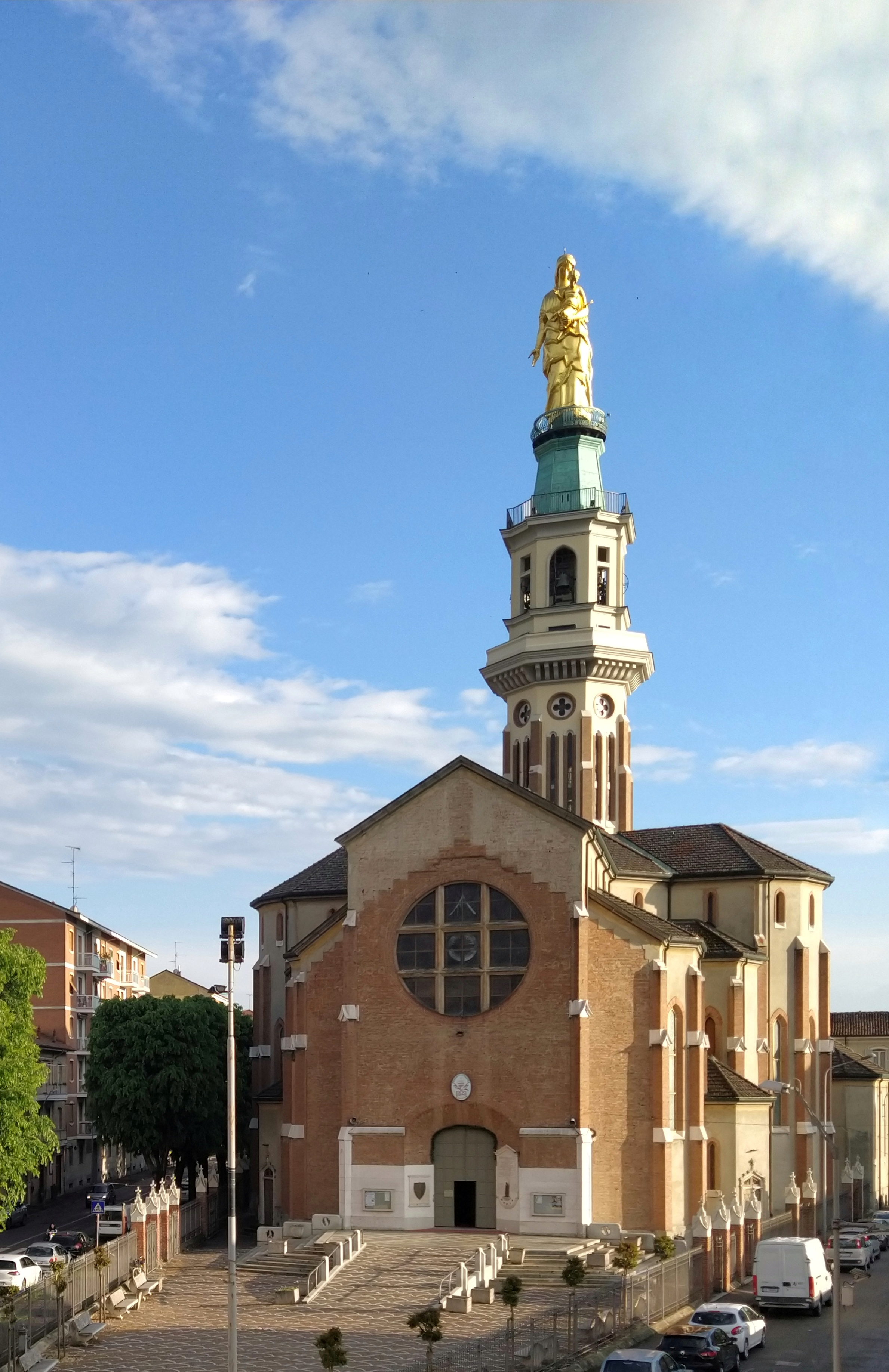
Il santuario di Nostra Signora della Guardia, fondato da san Luigi Orione e costruito tra il 1928 e il 1931.

La diocesi di Tortona (in latino Dioecesis Derthonensis) è una sede della Chiesa cattolica in Italia suffraganea dell'arcidiocesi di Genova appartenente alla regione ecclesiastica Liguria. Nel 2023 contava 274.000 battezzati su 280.000 abitanti. È retta dal vescovo Guido Marini.

## Territorio
Il territorio della diocesi si estende su quattro regioni amministrative: il Piemonte, la Liguria, la Lombardia e l'Emilia-Romagna. Le sue 309 parrocchie sono infatti così suddivise sul territorio:
- 144 nella provincia di Alessandria;
- 138 nella provincia di Pavia;
- 27 nella città metropolitana di Genova.

Queste sono organizzate in 10 vicariati: Broni-Stradella, Casteggio, vicariato padano, Voghera, Tortona, Varzi, valli Curone e Grue, Novi Ligure, Arquata-Serravalle, Genovesato.

Sede vescovile è la città di Tortona, dove si trova la cattedrale di Maria Santissima Assunta e di San Lorenzo. Nel territorio diocesano si trovano anche due basiliche minori: San Pietro apostolo a Broni, e la basilica di Nostra Signora della Guardia a Tortona.
Comprende interamente o in parte i seguenti comuni:
- in provincia di Alessandria: Albera Ligure, Alzano Scrivia, Arquata Scrivia, Avolasca, Basaluzzo, Berzano di Tortona, Borghetto di Borbera, Brignano Frascata, Cabella Ligure, Cantalupo Ligure, Carbonara Scrivia, Carezzano, Carrega Ligure, Casalnoceto, Casasco, Cassano Spinola, Castellania Coppi, Castellar Guidobono, Castelnuovo Scrivia, Castelletto d'Orba, Cerreto Grue, Costa Vescovato, Dernice, Fabbrica Curone, Francavilla Bisio, Fresonara, Garbagna, Gremiasco, Grondona, Guazzora, Molino dei Torti, Momperone, Monleale, Montacuto, Montaldeo, Montegioco, Montemarzino, Novi Ligure, Paderna, Pontecurone, Pozzol Groppo, Pozzolo Formigaro, Roccaforte Ligure, Rocchetta Ligure, Sale, San Sebastiano Curone, Sant'Agata Fossili, Sardigliano, Sarezzano, Serravalle Scrivia, Silvano d'Orba, Spineto Scrivia, Vignole Borbera, Viguzzolo, Villalvernia, Villaromagnano, Volpedo, Volpeglino;
- in provincia di Pavia: Arena Po, Bagnaria, Barbianello, Bastida Pancarana, Borgo Priolo, Borgoratto Mormorolo, Bosnasco, Brallo di Pregola (in parte), Bressana Bottarone, Broni, Calvignano, Campospinoso Albaredo, Canneto Pavese, Casatisma, Casei Gerola, Castana, Casteggio, Castelletto di Branduzzo, Cecima, Cervesina, Cigognola, Codevilla, Colli Verdi (in parte), Corana, Cornale e Bastida, Corvino San Quirico, Fortunago, Godiasco Salice Terme, Golferenzo, Lirio, Lungavilla, Menconico (in parte), Mezzanino, Montalto Pavese, Montebello della Battaglia, Montecalvo Versiggia, Montescano, Montesegale, Mornico Losana, Montù Beccaria, Oliva Gessi, Pancarana, Pietra de' Giorgi, Pinarolo Po, Pizzale, Ponte Nizza, Portalbera, Rea, Redavalle, Retorbido, Rivanazzano Terme, Robecco Pavese, Rocca de' Giorgi, Rocca Susella, Rovescala, San Cipriano Po, San Damiano al Colle, Santa Giuletta, Santa Margherita di Staffora, Santa Maria della Versa, Silvano Pietra, Stradella, Torrazza Coste, Torricella Verzate, Val di Nizza (in parte), Varzi (in parte), Verretto, Verrua Po, Voghera, Volpara, Zavattarello, Zenevredo;
- nella città metropolitana di Genova: Busalla (le frazioni di Sarissola e Semino), Casella, Crocefieschi, Fascia, Isola del Cantone (escluso il capoluogo), Montebruno, Propata, Ronco Scrivia (la frazione di Pietrafraccia), Rondanina, Savignone (escluse le frazioni Isorelle e San Bartolomeo), Torriglia, Valbrevenna (le frazioni di Nenno e Tonno);
- in provincia di Piacenza: Zerba (la frazione di Samboneto[3]).

## Storia
Secondo la tradizione, la diocesi di Tortona risalirebbe ai primi decenni del II secolo. San Marziano, morto martire nel 120, è considerato l'evangelizzatore della regione e il protovescovo della diocesi. Tuttavia, il più antico testo che riguarda il santo, composto fra l'VIII e il IX secolo, «non gli dà per niente il titolo di vescovo e molto meno di primo vescovo di Tortona...», il che vuol dire che «quando fu composta la leggenda non s'era ancora formata né diffusa l'opinione che S. Marziano fosse stato primo vescovo di Tortona».
Molti dei primi vescovi attribuiti dalla tradizione alla sede di Tortona furono martirizzati e sono venerati come santi. Secondo Lanzoni, si tratta di «una lista episcopale molto sospetta, a quanto pare, racimolata nel secolo XVI per portare i primordi di Tortona al I secolo». La diocesi è attestata storicamente nel IV secolo con il primo vescovo noto di Tortona, Innocenzo, vissuto a metà circa del IV secolo; lo segue Esuperanzio, che partecipò al concilio di Aquileia del 381. Al concilio provinciale di Milano nel 451 prese parte il vescovo Quinzio (o Quinziano). Un anonimo vescovo di Tortona è menzionato in una lettera di Gregorio Magno al vescovo Costanzo di Milano del 599. Sono questi gli unici vescovi storicamente documentati nei primi sei secoli cristiani. Originariamente la diocesi era suffraganea dell'arcidiocesi di Milano.
Tortona uscì indenne dalle invasioni barbariche; anzi accrebbe la propria giurisdizione territoriale, che arrivava fino al Po e al mar Ligure, e a partire dalla fine del IX secolo cominciò ad affermarsi anche la supremazia civile dei vescovi di Tortona. Il re Berengario I avrebbe assegnato la giurisdizione su Voghera al vescovo di Tortona, staccandola da quella di Bobbio, anche se entrambe facevano parte della marca Obertenga (Liguria orientale); confermata poi da Ottone I, che avrebbe assegnato al presule tortonese i diritti comitali sul territorio urbano circostante per un raggio di un miglio. I diritti del vescovo-conte erano però limitati sia dal conte laico del Contado di Tortona, che da quelli dei grandi monasteri possidenti, specie quello del Senatore, che godeva di ampie immunità sulle sue terre. Il vescovo Giseprando fu cancelliere di Lotario e contemporaneamente abate di Bobbio e il fondatore dell'abbazia di San Marziano; al vescovo Gereberto l'imperatore Ottone II confermò nel 979 tutti i beni posseduti dalla sua Chiesa ed inoltre la giurisdizione civile su Tortona per un raggio di tre miglia. Questo potere civile durò de iure fino al 1784.
A partire dall'XI secolo il vasto territorio della diocesi iniziò ad essere smembrato per l'erezione delle diocesi circostanti. Nel 1014 Tortona cedette una porzione del proprio territorio a vantaggio dell'erezione della diocesi di Bobbio; nel 1175 fu eretta la diocesi di Alessandria con territorio ricavato in parte da quello di Tortona; nel 1248 con bolla di papa Innocenzo IV, furono sottratte a Tortona le pievi della val Lemme e della valle Scrivia, che furono assegnate all'arcidiocesi di Genova.
Nel 1591 il Senato di Milano aprì un'indagine per conoscere le "ragioni" della presunta indipendenza dei territori denominati il "Vescovato" prima che si insediasse il vescovo Maffeo Gambara, nipote del predecessore, Cesare Gambara (a sua volta succeduto nel 1548 al cardinale Uberto Gambara, vescovo di Tortona dal 1528 al 1548) anche perché non era conosciuto nessun documento che legittimasse la presunta indipendenza di questo territorio. Il vescovo non solo ostacolò l'indagine, ma addirittura instaurò "un clima di terrore e minacce" per impedire che i suoi sudditi aiutassero in qualsiasi modo le ricerche dei magistrati. La Santa Sede sostenne per principio il vescovo, ma in seguito a gravi fatti (omicidi, incendi e vendette) compiuti dai bravi del presule (che li aveva fatti chierici per impedire che fossero punibili dall'autorità civile) nel 1594 cercò di appianare la questione inviando a Tortona come esaminatore pontificio Carlo Bascapè vescovo di Novara. Il quadro che uscì dalle lettere inviate a Roma fu sconsolante: non solo le notizie delle violenze erano vere, ma il Gambara aveva intentato processi davanti all'Inquisizione contro i suoi avversari politici e per provare le sue ragioni aveva ordinato di creare un intero codice di documenti apocrifi a falsari stipendiati. Era vero che i vescovi avevano esercitato da secoli una forma di governo, ma come acquisizione di fatto, del resto mai del tutto pacifica, che i sovrani tolleravano fin tanto che i vescovi non avanzavano richieste esorbitanti. Roma allora decise, per "spegnere" la questione, di far amministrare il territorio conteso al saggio vescovo di Lodi Ludovico Taverna dal 1597 al 1614. Il successore del Gambara, Cosimo Dossena, lo riottenne nel 1614 con un accordo con Madrid, anche per evitare un processo che avrebbe potuto annullare ogni diritto sulle terre del vescovato. Tale situazione rimase in essere fino al 1784 quando il vescovo Peyretti li cedette a Vittorio Amedeo III di Savoia.
Dagli atti del primo sinodo diocesano del 1595, celebrato dal vescovo Maffeo Gambara, risulta che la diocesi era composta di 33 pievi, 180 parrocchie, 5 collegiate, 99 canonicati, 137 chiese non parrocchiali, 125 confraternite, 45 monasteri e conventi di entrambi i sessi, 20 ospedali. Dagli atti del secondo sinodo diocesano, convocato dal vescovo Carlo Settala nel 1673, la diocesi risulta organizzata in 8 regioni, in cui erano distribuite le parrocchie e le pievi diocesane.
«Sul finire del sec. XVIII la diocesi di Tortona contava circa 160.000 abitanti; il territorio era suddiviso in 44 pievanie con 9 chiese collegiate e 221 chiese parrocchiali; le chiese semplici, le chiese campestri e gli oratori ammontavano a 530, i conventi maschili erano 43, quelli femminili 16, nel seminario diocesano risiedevano circa 70 chierici. Il clero secolare superava il migliaio, mentre il clero regolare ammontava a circa 400 unità, le religiose conventuali erano 350 circa».
Nel 1784 il re di Sardegna Vittorio Amedeo III volle risistemare la giurisdizione feudale spettante al vescovo di Tortona, alquanto confusa e conflittuale, in analogia a quanto il padre Carlo Emanuele III aveva fatto con le diocesi di Novara e di San Giovanni di Moriana e con l'arcidiocesi di Tarantasia. Con atto di convenzione rogato il 19 gennaio 1784, il vescovo Carlo Maurizio Peyretti di Condove rinunziò al titolo di conte di Tortona e ai diritti signorili e feudali che deteneva sulle località di Albera, Carezzano, Castellania, La Costa e Sant'Agata, oltre a quei diritti che avrebbe potuto pretendere su feudi spettanti in precedenza alla diocesi, ma concessi a privati (Fabbrica, Sorli, Borghetto e Vignole). In cambio il vescovo di Tortona ottenne il feudo di Cambiò con il titolo di principe per sé e per i suoi successori con lettere patenti datate 20 gennaio 1784.
Su pressione del governo francese, il 1º giugno 1803 la diocesi fu soppressa con il breve Gravissimis causis di papa Pio VII, e il vescovo fu costretto a rinunciare; il territorio fu aggregato dapprima a quello di Alessandria e poi dal 1805 a quello della diocesi di Casale Monferrato.
La sede di Tortona fu ristabilita il 17 luglio 1817 con la bolla Beati Petri di papa Pio VII, con territorio modificato rispetto al passato: perdette 22 parrocchie a favore delle diocesi di Alessandria, di Acqui e di Bobbio, ma ne acquisì 67 dalle diocesi di Pavia, di Bobbio e di Piacenza. Con la stessa bolla la diocesi entrò a far parte della provincia ecclesiastica dell'arcidiocesi di Genova.
Sul finire dell'Ottocento, il giovane Luigi Orione entrò nel seminario di Tortona; nel 1903 l'istituto da lui fondato, la Piccola opera della Divina Provvidenza, riceverà l'approvazione del vescovo diocesano, Igino Bandi. Luigi Orione, a cui si deve la costruzione del santuario di Nostra Signora della Guardia, è stato canonizzato da papa Giovanni Paolo II nel 2004.
L'8 dicembre 2023, con il decreto Quo aptius del Dicastero per i vescovi, ha ceduto 4 parrocchie alla diocesi di Vigevano.

## Cronotassi dei vescovi
Si omettono i periodi di sede vacante non superiori ai 2 anni o non storicamente accertati.
La presente cronotassi riporta la lista tradizionale dei vescovi tortonesi, pubblicata per la prima volta da Ferdinando Ughelli nella sua Italia sacra, e poi ripetuta, con alcune aggiunte o correzioni, da Giuseppe Antonio Bottazzi, Giuseppe Cappelletti e Pius Bonifacius Gams. Vengono riportati i dati cronologici solo per i vescovi certi e documentati storicamente, con eventuali note esplicative tratte dalle opere di Savio e di Lanzoni.
- San Marziano I  †
- Sant'Ariberto †[19]
- Sant'Ammonio †
- San Terenziano †[20]
- San Costanzo †
- San Lorenzo I †
- Sant'Anastasio †
- San Marcellino †
- San Giuliano †
- San Meliodoro I †
- Sant'Innocenzo † (metà circa del IV secolo)[21]
- Giovanni I †[22]
- Sant'Esuperanzio † (menzionato nel 381)[23]
- Eustasio o Teodulo ? †[24]
- San Marziano II †
- San Quinziano o Quintino o Quinto † (menzionato nel 451)
- San Marcello †
- Albonio (o Albino) o Saturnino †[25]
- Giovanni II †
- Sisto †
- Anonimo † (menzionato nel 599)[26]
- Procolo o Peno o Probo † (menzionato nel 626)
- Meliodoro II † (menzionato nel 649)
- Beato I †
- Lorenzo II †
- Audace † (menzionato nel 680)
- Ottavio †
- Benedetto I †
- Tondero (Tendero) †
- Giacomo †
- Giuseppe † (menzionato nel 769)[27]
- Flaviano †
- Gerolamo †
- Desiderio †
- Roberto †
- Valerio †
- Giovanni III (prima metà del IX secolo)[28]
- Rofredo o Ermanfredo † (menzionato nell'842)[29]
- Teodolfo † (prima dell'862 - dopo l'877)
- Giovanni IV †
- Glarardo o Gerardo o Geroardo † (menzionato nel 901)[30]
- Ildegino †
- Gerebaldo †
- Benedetto II o Beato II † (prima del 915 - circa 929/930 deceduto)[31]
- Andrea † (menzionato nel 933)
- Giseprando † (943[32] - dopo il 963)
- Giovanni V † (prima del 967 - dopo il 969)
- Ottone o Zenone ? †[33]
  - Sede vacante (circa 969-979)[34]
- Gereberto (Guiberto) † (circa 979 - dopo il 983)
- Eriberto ? †[35]
- Lintifredo (o Liutfredo) † (prima del 997 - dopo il 1001)
- Tenone o Zenone † (menzionato nel 1003)[36]
- Agirio †[37]
- Pietro I † (prima del 1022 - dopo il 1068)[38]
- Oddo I † (prima del 25 giugno 1080[39] - dopo il 1083)
- Guido o Wido † (prima del 1098 - dopo il 1099)
- Lambardo o Lombardo o Lamberto † (circa 1105 - 26 maggio circa 1111 deceduto)[40]
- Pietro II † (circa 1111 - 30 maggio 1134 deposto)[41]
- Guglielmo † (1134 - circa 1152 deceduto)[42]
- Oberto, C.R.S.A. † (circa 1153 - dopo il 25 febbraio 1181)[43]
- Ugo † (prima del 21 febbraio 1183 - dopo il 21 marzo 1193)
- Gandolfo †[44]
- Oddo II † (prima del 16 luglio 1196 - aprile 1202 deceduto)
- Obizzo o Opizzone † (1202 - dopo il 14 agosto 1220 deceduto)
- Pietro Busetto † (1220 - ?)
- Pietro Tasso † (? - dopo il 1255)[45]
- Melchiorre Busetto † (prima del 1283 - 1284 deceduto)
  - Sede vacante (1284-1295)
- Giacomo Calcinari, O.S.B. † (2 ottobre 1295[46] - prima del 16 dicembre 1316[47] deceduto)
- Tiberio della Torre † (11 luglio 1317 - 24 maggio 1325 nominato vescovo di Brescia)
- Princivalle Fieschi † (24 maggio 1325 - 1348 deceduto)
- Giacomo Visconti † (2 luglio 1348 - 1363 deceduto)
- Giovanni di Ceva † (13 settembre 1364 - circa 1380 deceduto)
- Giovanni ? †
- Giorgio Torti † (1380 - circa 1385 nominato vescovo di Ceneda)
- Antonio † (28 febbraio 1393 - ? deceduto)
- Pietro de Giorgi † (30 marzo 1394 - 15 febbraio 1413 nominato vescovo di Novara)
- Enrico Rampini † (10 maggio 1413 - 7 giugno 1435 nominato vescovo di Pavia)
  - Gerardo Landriani Capitani † (7 giugno 1435 - 7 maggio 1436 dimesso) (vescovo eletto)[48]
- Giovanni Barbavara † (6 marzo 1437 - ?)
- Michele Marliani † (9 gennaio 1461 - 24 aprile 1475 nominato vescovo di Piacenza)
- Fabrizio Marliani † (24 aprile 1475 - 10 gennaio 1476 nominato vescovo di Piacenza)
- Giacomo Botta † (10 gennaio 1476 - 1496 deceduto)
- Gian Domenico de Zazi † (20 aprile 1496 - 1528 deceduto)
- Uberto Gambara † (8 maggio 1528 - 22 marzo 1548 dimesso)
- Cesare Gambara † (22 marzo 1548 - 1591 deceduto)
- Maffeo Gambara † (11 maggio 1592 - 1612 deceduto)
- Cosimo Dossena, B. † (23 febbraio 1612 - 12 marzo 1620 deceduto)
- Paolo Arese, C.R. † (20 luglio 1620 - 1644 dimesso)
- Francesco Fossati, O.S.B.Oliv. † (23 maggio 1644 - 11 marzo 1653 deceduto)
- Carlo Settala † (18 agosto 1653 - 23 aprile 1682 deceduto)
- Carlo Francesco Ceva † (12 luglio 1683 - agosto 1700 deceduto)
- Giulio Resta † (21 febbraio 1701 - 11 gennaio 1743 deceduto)
- Giuseppe Ludovico de Andújar, O.P. † (11 marzo 1743 - 2 dicembre 1782 deceduto)
- Carlo Maurizio Peyretti † (18 luglio 1783 - 18 febbraio 1793 deceduto)[49]
  - Sede vacante (1793-1796)
- Pio Bonifacio Fassati, O.P. † (27 giugno 1796 - 1803 dimesso)
  - Sede soppressa (1803-1817)
- Carlo Francesco Carnevale † (21 dicembre 1818 - 29 ottobre 1831 deceduto)
- Giovanni Negri † (15 aprile 1833 - 19 gennaio 1874 deceduto)
- Vincenzo Capelli † (4 maggio 1874 - 25 aprile 1890 deceduto)
- Igino Bandi † (23 giugno 1890 - 8 settembre 1914 deceduto)
- Simon Pietro Grassi † (22 dicembre 1914 - 1º novembre 1934 deceduto)
- Egisto Domenico Melchiori † (5 dicembre 1934 - 2 marzo 1963 deceduto)
- Francesco Rossi † (21 aprile 1963 - 29 novembre 1969 dimesso[50])
- Giovanni Canestri † (7 gennaio 1971 - 8 febbraio 1975 nominato vicegerente di Roma[51])
- Luigi Bongianino † (6 giugno 1975 - 2 febbraio 1996 ritirato)
- Martino Canessa (2 febbraio 1996 - 15 ottobre 2014 ritirato)
- Vittorio Francesco Viola, O.F.M. (15 ottobre 2014 - 27 maggio 2021 nominato segretario della Congregazione per il culto divino e la disciplina dei sacramenti)
- Guido Marini, dal 29 agosto 2021

## Statistiche
La diocesi nel 2023 su una popolazione di 280.000 persone contava 274.000 battezzati, corrispondenti al 97,9% del totale.
| anno | popolazione | popolazione | popolazione | presbiteri | presbiteri | presbiteri | presbiteri                | diaconi | religiosi | religiosi | parrocchie |
| anno | battezzati  | totale      | %           | numero     | secolari   | regolari   | battezzati per presbitero | diaconi | uomini    | donne     | parrocchie |
| ---- | ----------- | ----------- | ----------- | ---------- | ---------- | ---------- | ------------------------- | ------- | --------- | --------- | ---------- |
| 1950 | 299.000     | 300.000     | 99,7        | 630        | 500        | 130        | 474                       |         | 200       | 500       | 316        |
| 1969 | 303.800     | 306.936     | 99,0        | 456        | 370        | 86         | 666                       |         | 177       | 704       | 265        |
| 1980 | 295.000     | 297.000     | 99,3        | 375        | 313        | 62         | 786                       |         | 94        | 720       | 317        |
| 1990 | 272.500     | 275.000     | 99,1        | 324        | 254        | 70         | 841                       | 12      | 104       | 715       | 315        |
| 1999 | 276.000     | 280.000     | 98,6        | 268        | 203        | 65         | 1.029                     | 13      | 68        | 442       | 314        |
| 2000 | 276.000     | 280.000     | 98,6        | 261        | 198        | 63         | 1.057                     | 12      | 66        | 435       | 314        |
| 2001 | 276.000     | 280.000     | 98,6        | 256        | 196        | 60         | 1.078                     | 12      | 63        | 426       | 314        |
| 2002 | 276.000     | 280.000     | 98,6        | 247        | 188        | 59         | 1.117                     | 12      | 62        | 417       | 314        |
| 2003 | 270.980     | 278.500     | 97,3        | 241        | 182        | 59         | 1.124                     | 12      | 62        | 412       | 314        |
| 2004 | 272.960     | 279.070     | 97,8        | 232        | 173        | 59         | 1.176                     | 15      | 63        | 365       | 314        |
| 2010 | 273.490     | 280.060     | 97,7        | 202        | 146        | 56         | 1.353                     | 20      | 60        | 345       | 314        |
| 2014 | 274.695     | 281.420     | 97,6        | 164        | 106        | 58         | 1.674                     | 20      | 62        | 349       | 314        |
| 2017 | 275.160     | 281.980     | 97,6        | 159        | 104        | 55         | 1.730                     | 18      | 60        | 281       | 313        |
| 2020 | 275.912     | 282.420     | 97,7        | 150        | 93         | 57         | 1.839                     | 17      | 62        | 279       | 313        |
| 2022 | 275.100     | 281.200     | 97,8        | 148        | 91         | 57         | 1.858                     | 20      | 62        | 273       | 309        |
| 2023 | 274.000     | 280.000     | 97,9        | 146        | 89         | 57         | 1.876                     | 20      | 62        | 273       | 309        |